# Chiesa dello Spirito Santo (Corsico)
La chiesa dello Spirito Santo è una parrocchiale di Corsico, nella città metropolitana ed arcidiocesi di Milano; fa parte del decanato di Cesano Boscone.

## Storia
Venne istituita come parrocchia il 10 luglio 1986 da Carlo Maria Martini, distaccandone il territorio dalla parrocchia dei santi Pietro e Paolo.
Nel 2021 viene unita alla neocostituita comunità pastorale Cenacolo delle Genti, insieme alla chiesa dei Santi Pietro e Paolo e a quella di Sant'Adele a Buccinasco.

## Architettura
L'edificio, orientato nord-ovest/sud-est, ha due facciate con ingresso a capanna, collegate dal campanile quadrato. Da piazza Europa si accede tramite una scalinata sul fianco sinistro, mentre l'accesso meridionale avviene attraverso una corte porticata con opere parrocchiali. Le due facciate principali sono simili, ma speculari: quella sulla piazza ha la metà sinistra opaca e la metà destra con il portale e vetrate policrome, mentre quella dalla corte è l'opposto. Differenze includono gli uffici parrocchiali sul lato occidentale e una croce sulla facciata nord.
All'interno, la navata unica ha una tribuna a "L" sui lati sud e ovest, aumentando la capienza. La parte inferiore del parapetto nasconde l'impianto di distribuzione aria e ospita la via crucis. Le decorazioni sono limitate alle vetrate policrome su tre fasce nei pressi dei due ingressi e dell'abside, mentre la fascia inferiore delle pareti interne è rivestita con blocchetti di cemento colorati come quelli esterni. Il presbiterio, rialzato di tre gradini, è concluso da setti murari rivestiti in blocchetti, e il tetto in legno lamellare è a vista.